# Tebenovka

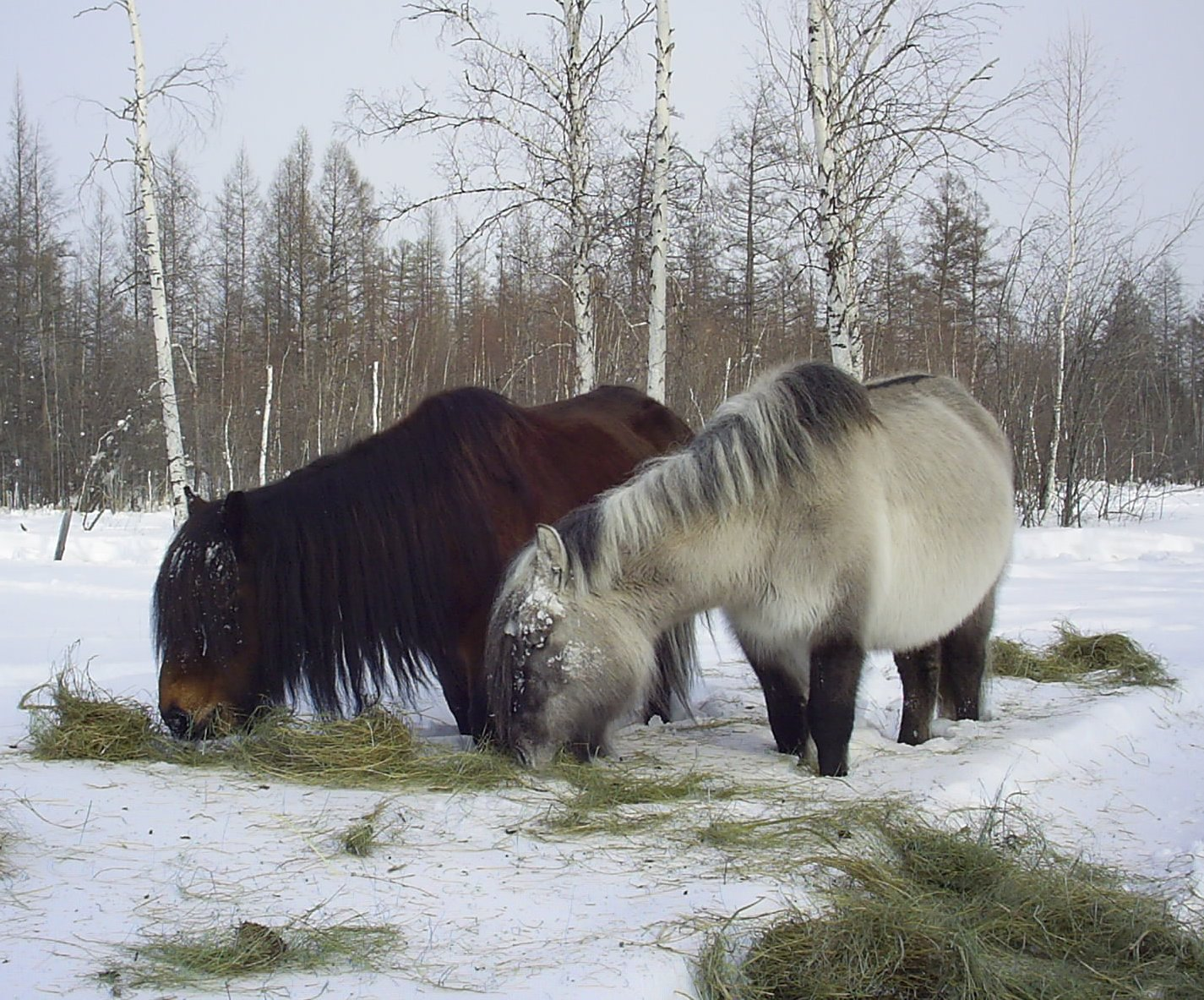
Chevaux yakoutes (ici, complémentés en foin).

La tebenovka (du turc tebu, soit « donner des coups de pied », ou du kirghize teben, soit « pâturage d'hiver ») est l'aptitude du bétail domestique à se nourrir seul en hiver, en trouvant des végétaux sous la neige. 
Au Kazakhstan et en Mongolie notamment, les chevaux paissent de manière indépendante dans la steppe, surveillés seulement périodiquement par des bergers. Les troupeaux de chevaux sont dirigés par des étalons qui les conduisent sur leur territoire habituel.
Les chevaux creusent la neige jusqu'à 50 centimètres de profondeur avec leurs sabots, et mangent de l'herbe laissée sous la neige. Compte tenu de la rareté de la végétation hivernale, il s'agit d'une méthode très énergivore, et ces chevaux maigrissent sensiblement en hiver. En été, ils se nourrissent mieux, et accumulent de la graisse.
Au Kazakhstan et en Mongolie, en hiver, les moutons paissent également sur la neige. Cependant, contrairement aux chevaux, des bergers les font paître. Les chevaux et les moutons kazakhs (par exemple, la race de moutons Edilbayevsky) et mongols sont très résistants au gel, et peuvent paître même dans des cas de gelées extrêmes.
Dans le cas de la neige profonde, les chevaux recherchent les endroits où elle est emportée par le vent, et où la couche de neige est donc moins dense. Cependant, une croûte de glace peut se former sur la neige. Dans de tels cas, les chevaux se blessent aux jambes et se nourrissent mal, ce qui entraîne beaucoup de pertes. Les moutons ne peuvent pas paître en présence d'une croûte. Etant donné que les nomades ne récoltaient jamais de foin, cela entraînait une perte importante de bétail, appelée « jute ».